# Portada/efemèride març 10
Ovidi Montllor
« 9 de març · 10 de març · 11 de març »